# 가잘라 칸
가잘라 칸(덴마크어: Ghazala Khan, 1987년 10월 29일 ~ 2005년 9월 23일)은 덴마크에서 명예살인으로 인해 살해당한 파키스탄 출신의 무슬림이다.
2005년 9월 23일 결혼 문제로 인해 자신의 일가족들로부터 명예살인을 당했다. 2006년 6월 28일 덴마크 법원은 가잘라 칸의 명예살인에 가담한 일가족 9명에 대해 징역형을 선고했다. 또한 이들의 덴마크 시민권을 박탈하고 덴마크 입국을 금지시켰다.